# إيزابيلا تشارتوريسكا
الأميرة إيزابيلا دوروتا تشارتوريسكا فليمنج (بالبولندية: Izabela Dorota Czartoryska) هي أرستقراطية وكاتبة و فنانة ومؤسسة أول متحف في تاريخ بولندا. ولدت في يوم 3 مارس 1746 في مدينة وارشو في بولندا وهي ابنة الكونت جورج ديتليف فون فليمنج والأميرة أنطونيا تشارتوريسكا وقامت بتأسيس متحف تشارتوريسكا في كراكوف في بولندا أول متحف بتاريخ بولندا وهي زوجة أدام كازيميرز تشارتوريسكا وتوفيت في يوم 15 يوليو 1835 في فيسوكو في الإمبراطورية النمساوية.